# 朧 (吹雪型駆逐艦)
朧（おぼろ）は日本海軍の駆逐艦。一等駆逐艦吹雪型（特型）の17番艦。朧型（吹雪型後期型）の1番艦。特II型の7番艦。この名を持つ日本海軍の艦船としては、雷型駆逐艦「朧」に続いて2隻目。

## 艦歴

### 初期
「朧」は佐世保海軍工廠で建造された。1929年（昭和4年）11月29日に起工。1930年（昭和5年）11月8日午前9時30分に進水。
1931年（昭和6年）4月1日、日本海軍は伊藤皎少佐（前職、駆逐艦「松風」駆逐艦長）を朧艤装員長に任命。同日附で武田喜代吾少佐も潮艤装員長に任命されている。
本艦は10月31日に就役。同日附で柏木英中佐を司令とする第7駆逐隊も編制された。
1932年（昭和7年）、第一次上海事変において長江水域の作戦に参加した。
12月1日、第7駆逐隊司令は、柏木大佐から第20駆逐隊司令吉田庸光大佐に交代する。
1934年（昭和8年）6月1日、伊藤（朧艦長）は第14駆逐隊司令へ転任。後任の朧駆逐艦長は、峯風型駆逐艦8番艦「汐風」駆逐艦長新美和貴中佐となる。また吉田（第7駆逐隊司令）は同日附で最上型重巡洋艦2番艦「三隈」艤装員長、7月4日より川内型軽巡洋艦1番艦「川内」艦長、11月20日より最上型3番艦「鈴谷」艤装員長に転じた。
10月22日、新美（朧艦長）は長良型軽巡5番艦「鬼怒」副長へ転任。後任の朧駆逐艦長は、睦月型駆逐艦11番艦「望月」駆逐艦長中川浩中佐に交代する。
11月1日より中川（朧艦長）は姉妹艦「曙」駆逐艦長を兼務。11月15日、河西虎三中佐が曙駆逐艦長に任命されたことで、中川艦長は兼務を解かれた。
1935年 (昭和10年) 9月25-27日、本艦は第四艦隊事件に遭遇した。第四水雷戦隊旗艦「那珂」は第11駆逐隊（初雪、白雪）、第12駆逐隊（白雲、薄雲、叢雲）、第7駆逐隊（潮、曙、朧）、第8駆逐隊（天霧、夕霧）を率いて演習をおこなっていた。9月26日、暴風雨により「朧」は若干の損傷を受けたが、艦首切断に至った「初雪」および「夕霧」程ではない。
10月15日、中川（朧駆逐艦長）は吹雪型姉妹艦「天霧」駆逐艦長へ転任。
姉妹艦「潮」駆逐艦長森可久中佐が臨時に朧駆逐艦長を兼務する。
11月15日、森中佐は2隻（潮、朧）艦長兼務を解かれ、峯風型15番艦「沼風」駆逐艦長村上暢之助中佐が朧駆逐艦長となる。
1936年（昭和11年）12月1日、村上（朧艦長）は鎮海防備隊副長へ転任（後日、第二次ソロモン海戦時の第24駆逐隊司令）。後任の朧駆逐艦長は、睦月型駆逐艦2隻（睦月、如月）艦長を兼務していた白浜政七少佐となる。同日附で第20駆逐隊司令橋本信太郎大佐は第7駆逐隊司令に任命された。
日中戦争に際しては1937年（昭和12年）以降、上海、杭州湾上陸作戦、仏印の作戦に参加した。
同年12月1日、朧駆逐艦長は白浜中佐から荒木伝中佐に交代する。白浜中佐は横須賀防備隊水雷長・横須賀海軍工廠機雷実験部部員に転じた。
同日附で橋本（第7駆逐隊司令）は旅順要港部参謀長へ転任。後任の第7駆逐隊司令は、第9駆逐隊司令伊崎俊二大佐となる。
1938年（昭和13年）8月10日、荒木（朧艦長）は第21水雷隊司令へ転任。それにともない、7月10日まで白露型駆逐艦9番艦「江風」艦長だった山田雄二中佐は朧駆逐艦長に任命された。
12月15日、伊崎（7駆司令）は軽巡「川内」艦長へ転任。第7駆逐隊司令は植田弘之介大佐となる。
1939年（昭和14年）1月25日、朧駆逐艦長は山田中佐から吹雪型姉妹艦「電」艦長古川文次中佐に交代。山田中佐は3月1日より軽巡「北上」副長に任命された。後日、山田中佐は砕氷艦「宗谷」（戦後、南極観測船）艤装員長および初代艦長を務め、第20駆逐隊司令として第二次ソロモン海戦で戦死した。
11月1日、古川（朧艦長）は軍令部兼海軍省出仕（11月15日附で海軍省軍務局局員）となる。このため姉妹艦「潮」駆逐艦長柳川正男中佐が潮駆逐艦長と朧駆逐艦長を兼務することになった。
11月15日、柳川（潮艦長）は朧艦長兼務を解かれ、赤沢次寿雄中佐（10月20日まで砲艦「鳥羽」艦長）が後任の朧駆逐艦長に任命される。
1940年（昭和15年）4月15日、姉妹艦「漣」の復帰により第7駆逐隊は4隻（潮、曙、漣、朧）となり、引続き第6駆逐隊（暁、雷、電、響）と共に第二艦隊・第四水雷戦隊（司令官西村祥治少将：旗艦「那珂」）に所属する。
5月1日、第7駆逐隊司令は第一掃海隊司令渋谷紫郎大佐に交代。植田大佐は8月1日より室戸型給炭艦2番艦「野島」特務艦長を命じられている。
10月15日、赤沢（朧艦長）は陽炎型駆逐艦2番艦「不知火」駆逐艦長へ転任。後任の朧駆逐艦長は、神風型駆逐艦1番艦「神風」艦長高須賀修少佐となる。
11月15日、第6駆逐隊と第7駆逐隊は第一水雷戦隊（司令官大森仙太郎少将：旗艦「阿武隈」）に編入される。
1941年（昭和16年）7月18日、第7駆逐隊（潮、曙、漣、朧）は第一航空艦隊（司令長官南雲忠一中将）・第一航空戦隊（空母赤城、加賀）に編入される。
7月25日、渋谷（7駆司令）は第16駆逐隊（雪風、時津風、初風、天津風）司令へ転任。後任の第7駆逐隊司令は、第21水雷隊司令小西要人中佐となる。
9月1日、吹雪型2隻（朧、漣）は所属する第7駆逐隊から除かれ、第五航空戦隊（空母翔鶴、春日丸）に編入される。
9月25日、翔鶴型2番艦「瑞鶴」が竣工、第五航空戦隊に編入された。同日附で「漣」は第五航空戦隊から除籍され、第7駆逐隊に復帰した。
9月27日、陽炎型駆逐艦19番艦「秋雲」が竣工、同日附で第五航空戦隊に編入された。五航戦は空母2隻（翔鶴、瑞鶴）、駆逐艦2隻（朧、秋雲）となったが、「翔鶴、瑞鶴、秋雲」は空母4隻（赤城、加賀、蒼龍、飛龍）および第一水雷戦隊（軽巡《阿武隈》、第17駆逐隊《谷風、浦風、浜風、磯風》、第18駆逐隊《陽炎、不知火、霞、霰》）と共に真珠湾攻撃に参加することになり、航続距離の短い「朧」は別行動となった。

### 太平洋戦争
1941年（昭和16年）11月25日、本艦は横須賀鎮守府を出発。小笠原諸島の母島へ出航し、同地で弟23駆逐隊等のグアム島攻略部隊各艦と合流する。12月8日、太平洋戦争開戦同日のグアムの戦いのための上陸作戦を掩護した。11月21日附で発令された南洋部隊（指揮官井上成美第四艦隊司令長官：旗艦「鹿島」）によるグアム島攻略部隊（指揮官春日篤第五根拠地隊司令官）は、敷設艦「津軽」、駆逐艦4隻（弟23駆逐隊《菊月、夕月、卯月》、朧）、特設水上機母艦「聖川丸」で編制されていた。またグアム島攻略支援部隊として第六戦隊司令官五藤存知少将指揮下の第六戦隊所属重巡洋艦4隻（第1小隊《青葉、加古》、第2小隊《衣笠、古鷹》）が加わっていた。さらに「朧」は「聖川丸」と第四護衛隊を編制。陸軍輸送船団を護衛している。
グアム島攻略部隊は12月13日附で解散する。南洋部隊指揮官（井上中将）は「津軽」および「朧」をハウランド方面攻撃支援隊に加えた。12月15日、2隻（津軽、朧）はサイパン島を出発、クェゼリンまでウェーク島攻略増援陸戦隊を護衛したのち、22日マキン島に到着して敷設艦「沖島」（第十九戦隊司令官志摩清英少将）と合流した。「沖島」はマイアナ島方面掃蕩のためマキンを離れ、「津軽」も捕虜輸送のためにマキンを出発、「朧」は特設砲艦「長田丸」と共に同島に残された。
12月28日、「朧」はマキン基地防備を派遣陸戦隊に引き継ぎ、イミエジへ向かった。なお、マキン島守備隊は1942年8月17日のマキン奇襲（米潜水艦2隻《ノーチラス、アルゴノート》およびアメリカ海兵隊によるコマンド作戦）で玉砕した。
1942年（昭和17年）1月以降、本艦はクェゼリンを中心に哨戒や警戒に従事した。3月上旬、K作戦に参加した二式飛行艇2機をミッドウェー島およびジョンストン島への偵察飛行に投入する事が決まる。3月9日、「朧」は二式飛行艇支援のためウォッゼ島に進出した。ジョンストン島偵察に向かった2番機は生還したが、ミッドウェー島に向かった1番機（橋爪寿夫大尉機）はF4Fワイルドキャット戦闘機に撃墜された。
なお、第四艦隊（司令長官井上成美中将）はウェーク島の戦いで喪失した駆逐艦2隻（疾風、如月）、哨戒艇2隻（旧樅型駆逐艦《葵、萩》）の代艦として「朧」および弟23駆逐隊の南洋部隊（第四艦隊）配備を宇垣纏聯合艦隊参謀長に希望したが、「朧」の第四艦隊配備は実現しなかった。
4月10日、駆逐艦2隻（秋雲、朧）は第五航空戦隊から除かれる。同日附で「秋雲」は第10駆逐隊（夕雲、巻雲、風雲）に編入。「朧」は横須賀鎮守府警備駆逐艦に指定された。
4月中旬から8月末にかけて、本艦は横須賀を拠点として近海の哨戒を行い、また、横須賀から大湊警備府や馬公警備府への輸送の護衛を行った。
4月23日、高須賀（朧艦長）は姉妹艦「暁」駆逐艦長に任命され、第三次ソロモン海戦で「暁」沈没時に戦死した。後任の朧駆逐艦長は、峯風型3番艦「沖風」艦長山名寛雄少佐となる。
6月5日-6日のミッドウェー海戦で日本海軍は主力空母4隻（赤城、加賀、蒼龍、飛龍）を喪失。アリューシャン方面作戦でアッツ島とキスカ島を占領した北方部隊（第五艦隊基幹）も対応をせまられ、また米軍機動部隊出現の徴候も報告された。6月11日、秋月型駆逐艦1番艦「秋月」が竣工し、警備駆逐艦となる。同日、「朧、秋月」は連合艦隊の作戦指揮を受けるよう通知された。
6月13日、山本五十六連合艦隊司令長官は北方部隊の兵力増強を決定。珊瑚海海戦以降内地で待機していた空母「瑞鶴」とミッドウェー海戦から戻った駆逐艦「浦風」に対し、北方部隊・第二機動部隊（龍驤、隼鷹、瑞鳳）編入を下令する。「朧、秋月」に対しては、北方へ向かう「瑞鶴、浦風」の往路護衛を指示した。「朧、秋月」は横須賀から瀬戸内海へ移動。空母「瑞鶴」、駆逐艦3隻（朧、浦風、秋月）は6月15日内地発、途中キスカ島上空での敵重爆迎撃作戦発令と撤回などがあり時間をとられ、6月24日大湊へ到着した。同日附で2隻（秋月、朧）は五航戦護衛任務を解かれ東京湾方面部隊に編入。横須賀へ戻った。その後、「秋月」はガダルカナル島の戦いに投入されてソロモン諸島へ進出し、「朧」は引続き日本本土を拠点に護衛任務に従事した。
1942年（昭和17年）10月1日、「朧」は北方部隊に編入された。当時、「朧」は横須賀にあって整備を急いだ。
また第21駆逐隊司令駆逐艦の初春型駆逐艦「初春」が横須賀に戻り「朧」と合流。10月11日、弾薬等の輸送のため「初春」と「朧」は横須賀を出港してキスカ島へと向かった（占守島を経由）。10月17日、北緯52度17分 東経178度08分 / 北緯52.283度 東経178.133度座標: 北緯52度17分 東経178度08分 / 北緯52.283度 東経178.133度の地点（またはキスカ島の31度9浬）でアメリカ陸軍航空軍のB-26爆撃機6機の攻撃により「朧」は撃沈され、「初春」も損傷した。「朧」は被弾により舵故障状態となり、さらに輸送中の弾薬が誘爆して12時35分に沈没した。山名寛雄艦長を含む17人の生存者は「初春」により救助された。アメリカ側は1機が撃墜されている。
11月15日、駆逐艦「朧」はサボ島沖海戦で沈没した駆逐艦3隻（吹雪、叢雲、夏雲）と共に除籍された。またネームシップの「吹雪」喪失により同日附で『吹雪型駆逐艦』は『白雪型駆逐艦』と改定され、「朧」は白雪型駆逐艦より除籍された。
山名少佐も朧駆逐艦長の職務を解かれ、舞鶴海軍工廠で修理中の駆逐艦4隻（大潮、不知火、霞、初春）駆逐艦長を兼務することになる。後日、山名は「霞」駆逐艦長としてレイテ沖海戦・多号作戦・礼号作戦等に参加、さらに秋月型駆逐艦8番艦「冬月」駆逐艦長として坊ノ岬沖海戦に臨んだ。

## 歴代艦長
※『艦長たちの軍艦史』283-284頁による。

### 艤装員長
- 伊藤皎 少佐：1931年4月1日[6] - 1931年7月1日[89]

### 艦長
- 伊藤皎 少佐：1931年7月1日[89] - 1934年6月1日[9]
- 新美和貴 中佐：1934年6月1日[9] - 10月22日[13]
- 中川浩 中佐：1934年10月22日[13] - 1935年10月15日[18]
- （兼）森可久 中佐：1935年10月15日[18] - 11月15日[19]
- 村上暢之助 中佐：1935年11月15日[19] - 1936年12月1日[20]
- 白浜政七 少佐：1936年12月1日[20] - 1937年12月1日[23]
- 荒木伝 中佐：1937年12月1日[22] - 1938年8月10日[25]
- 山田雄二 中佐：1938年8月10日[25] - 1939年1月25日[28]
- 古川文次 中佐：1939年1月25日[28] - 1939年11月1日[32]
- （兼） 柳川正男 中佐：1939年11月1日[32] - 1939年11月15日[33]
- 赤沢次寿雄 中佐：1939年11月15日[35] - 1940年10月15日[39]
- 高須賀修 少佐：1940年10月15日[40] - 1942年4月13日[65]
- 山名寛雄 少佐：1942年4月13日[65] - 1942年11月15日[87]